# 海軍水中爆破大隊

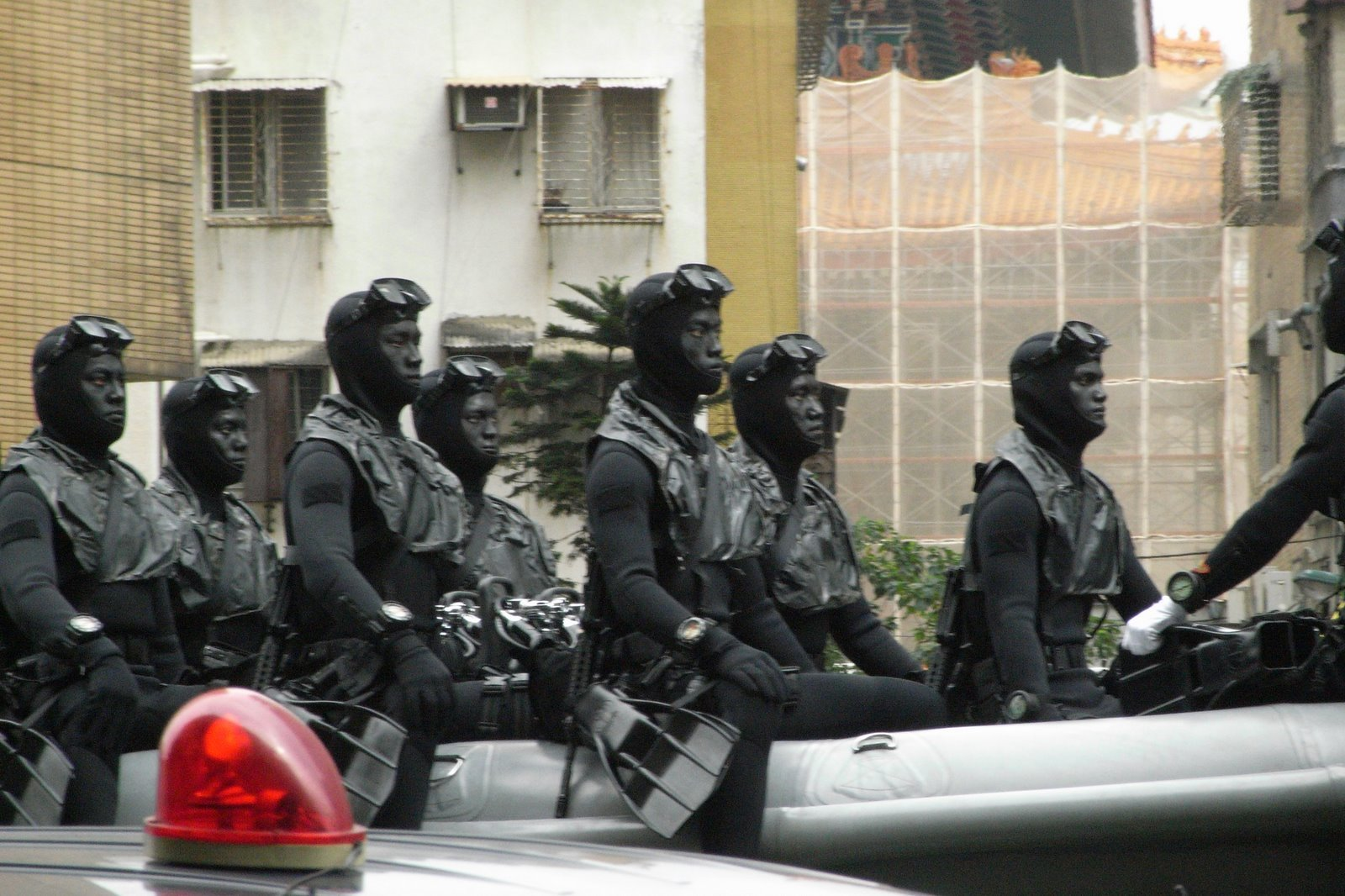
潜水装備をした両棲偵捜大隊隊員

海軍水中爆破大隊（かいぐんすいちゅうばくはだいたい、中:海軍水中爆破大隊、英:Underwater Demolition Unit）は、中華民国海軍の特殊部隊である。1949年にアメリカ海軍水中爆破工作部隊（現Navy SEALs）の支援を受けて設立された。

## 成立
- 1954年3月1日 - アメリカ海兵隊部隊訓練チームの協力により、左営に設立し初期はわずか4週間訓練を受け、その後、担任教官である黃種雄海軍中尉の訓練が12週間行い、海軍陸戦隊両棲偵捜候補生、陸軍フロッグマン候補生を代訓して、海軍水中爆破隊を設立した。
- 1962年 - パラシュート訓練開始し、最初の3つの特殊部隊を設立した。
- 1962年2月13日 - 海軍水中爆破隊は第一水中爆破隊に改編
- 1962年3月16日 - 海軍両棲部隊に第二水中爆破隊成立
- 1966年 - 第一及び第二水中爆破隊を合併し水中爆破大隊に拡編。
- 1969年2月1日 - 国防部特種軍事情報室（特情室)海昌隊を海軍水中爆破大隊に合併し海昌中隊に増編。
- 1973年4月1日 - 海昌中隊解散。
- 1974年9月1日 - 水中機弾処理組成立。
- 1985年5月28日 - 水中爆破二中隊と水中機弾処理組を合併し水中機弾処理中隊が成立。
- 1989年1月1日 - 第一水中爆破隊を水中爆破中隊に改称。
- 2005年 - 海軍水中爆破大隊を解散し海軍陸戦隊両棲偵捜大隊水中爆破中隊に改編。

## 任務
- 機雷処理
- 水中障礙物処理
- 浸透特殊作戦
- 極秘任務